# الکس هیلی
الکساندر موری پالمر هیلی (به انگلیسی: Alexander Murray Palmer Haley) معروف به الکس هیلی (به انگلیسی: Alex Haley) (متولد یازدهم اوت ۱۹۲۱ تا دهم فوریه ۱۹۹۲)، نویسنده آمریکایی آفریقایی تبار و خالق کتاب ریشه ها است.
بر اساس کتاب ریشه ها یک سریال تلویزیونی نیز ساخته شده‌است. این کتاب، زندگی خانواده و نیاکان نویسنده را به تصویر می‌کشد و وضعیت نابسامان آمریکاییان آفریقایی‌تبار و رنج‌ها و کاستی‌های زندگی ایشان در دوران برده‌داری و پس از آن را به تصویر می کشد.
سریال تلویزیونی ریشه ها زندگی خانواده را تا زمان جنگ داخلی آمریکا نشان می‌دهد. علاوه بر آن، سریال تلویزیونی دیگری به نام ریشه ها، نسل بعدی نیز بر اساس نوشته‌های الکس هیلی و با همکاری وی تهیه شده‌است که به وقایع خانواده نویسنده، بعد از جنگ داخلی آمریکا می‌پردازد.
از دیگر کتاب‌های الکس هیلی رمان ملکه و بیوگرافی مالکوم ایکس است.